# Иваница
Иваница е град в западната част на Сърбия, Моравишки окръг и център на едноименна община.
Според преброяването от 2002 г. има 12 350 жители (през 1991 г. е имала 11 093 жители), а според предварителните резултати от преброяването на населението на Сърбия от 2011 г., има 11 810 жители.
Иваница е град в югозападна Сърбия, който приспада към т.нар. ужички край. Той е разположен в котловина в подножието на планините Голия и Явор и е най-големият и главен град по поречието на река Голийска Моравица. Надморската му височина е 468 m. Котловината е заобиколена от гори и пасища.
Иваница е родно място на Дража Михайлович.